# ارگاتیس
ارگاتیس (به لاتین: Ergates) یک روستا در قبرس است که در ناحیه نیکوزیا واقع شده‌است.

## خصوصیات
ارگاتیس  ۱٬۵۸۸ نفر جمعیت دارد.